# Philodendron linnaei
Philodendron linnaei är en kallaväxtart som beskrevs av Carl Sigismund Kunth. Philodendron linnaei ingår i släktet Philodendron och familjen kallaväxter.

## Underarter
Arten delas in i följande underarter:
- P. l. linnaei
- P. l. rionegrense